# ハーマンミラー (家具メーカー)
ハーマンミラー (Herman Miller) はアメリカ合衆国ミシガン州ジーランド市に本拠地を置く、事務用家具、オフィス設備、家財道具の製造メーカーである。

## 概要
ハーマンミラー社はモダンな家具を生み出した最初の会社の一つとして知られており、デザイン・ディレクターのジョージ・ネルソンの指導の下、おそらくモダニズム家具の最も多作で影響力の強いメーカーである。
過去の製品には、Equa チェア、アーロンチェア、ノグチ・テーブル、マシュマロ・ソファー、Eames ラウンジ・チェアがある。ハーマンミラーは1968年、当時リサーチ・ディレクターであった Robert Propst の下でキュービクル型オフィス (当初は "Action Office II" として知られる) を発明したと考えられている。
ハーマンミラーはインダストリアルデザインの象徴となる製品を生み出したモダニズム・デザイナーを多く輩出してきたことで、家具メーカーの中でも比類のないポジションを保っている。

## 主な商品
アーロンチェア
事務作業全般に特化したオフィスチェア。詳細は「アーロンチェア」の記事を参照。
エンボディチェア
アーロンチェアに比べ、PC作業に特化した製品。
ハーマンミラー公式ページ
- ミラ2チェア | 公式ページ
- セラチェア | 公式ページ
- セイルチェア | 公式ページ